# Somatochlora sahlbergi
Somatochlora sahlbergi là một loài chuồn chuồn ngô thuộc họ Corduliidae. Nó được tìm thấy ở Canada, Phần Lan, Na Uy, Nga, Thụy Điển, và Hoa Kỳ. Môi trường sống tự nhiên của chúng là tundra đất ngập nước và Alpine wetlands.